# Dave Upthegrove
Dave Upthegrove là một chính khách người Mỹ đến từ tiểu bang Washington. Trước đây là nghị sĩ của Hạ viện Washington đại diện cho khu vực lập pháp số 33, ông được bầu vào Hội đồng Quận King, đại diện cho Khu vực 5, vào năm 2013 sau khi Julia Patterson nghỉ hưu. Ông là một thành viên của Đảng Dân chủ.

## Tiểu sử
Upthegrove là hậu duệ của người Hà Lan Gia đình Op den Graeff. Ông sinh ra và lớn lên ở Quận King, Washington. Ông theo học tại trường trung học Lakeside trước khi lấy bằng Cử nhân nghệ thuật về bảo tồn môi trường tại Đại học Colorado Boulder và Chứng chỉ sau đại học về hoạch định chính sách năng lượng của Đại học Idaho.
Upthegrove được bổ nhiệm vào cơ quan lập pháp vào tháng 1 năm 2002 và được bầu vào nhiệm kỳ hai năm vào tháng 11 năm 2002. Sau đó, ông được bầu lại trong khoảng thời gian hai năm cho đến khi tranh cử vào Hội đồng Quận King.
Trong khi phục vụ tại Hạ viện Washington, Upthegrove là chủ tịch Ủy ban Môi trường và cũng phục vụ trong Ủy ban Giao thông và Chính quyền địa phương. Ông là cựu chủ tịch của Ủy ban Lựa chọn trên Puget Sound. Ông đã tham gia vào chính sách giáo dục, tài trợ và thông qua luật pháp để cải thiện việc giảng dạy môn công dân và đáp ứng tốt hơn nhu cầu của các sinh viên nhập cư gần đây. Các cử tri Bảo tồn Washington đã gọi Upthegrove là "một nhà lãnh đạo về các vấn đề môi trường và một ngôi sao đang lên trong Hạ viện." Upthegrove đã dẫn đầu các sáng kiến môi trường nổi tiếng để làm sạch Puget Sound và làm sạch đất tại các trường học và nhà trẻ bị ô nhiễm bởi một nhà máy luyện đồng Asarco ở địa phương. The Seattle Times lưu ý rằng "Upthegrove có thể mang các bên đối lập lại với nhau, một kỹ năng quan trọng trong Olympia." Liên đoàn thành phố không đảng phái của Quận King, đánh giá các ứng cử viên dựa trên sự tham gia, tính cách, hiệu quả và kiến thức đã đưa Upthegrove đánh giá cao nhất có thể là "xuất sắc".

## Giải thưởng
Upthegrove là một trong bốn người nhận Giải thưởng Mother Jones của Giải thưởng Fuse "Sizzle" năm 2009. Giải thưởng vinh danh các nhà lập pháp vì sự lãnh đạo của họ trong liên minh các nhà lập pháp về bảo tồn và lao động. Mẹ Jones là một biến thế kỷ lao động và tổ chức cộng đồng nổi tiếng; bà đã bị tố cáo trên sàn Thượng viện Hoa Kỳ là "bà của tất cả những kẻ kích động."
Các cử tri Bảo tồn Washington, một tổ chức phi lợi nhuận về môi trường, đã đặt tên là Upthegrove Nhà lập pháp của năm 2011 của họ.
Năm 2012, Phòng Thương mại Kent đã công nhận Upthegrove là Nhân viên Công của Năm cho công việc của anh ấy để hỗ trợ các doanh nghiệp nhỏ địa phương.
Hiệp hội Thương mại Hàng hải NW, đại diện cho hàng trăm doanh nghiệp nhỏ, cũng vinh danh Upthegrove là Nhà lập pháp của Năm 2012 của họ.